# Enrico Fermi Institute
Koordinaten: 41° 47′ 31″ N, 87° 36′ 6″ W

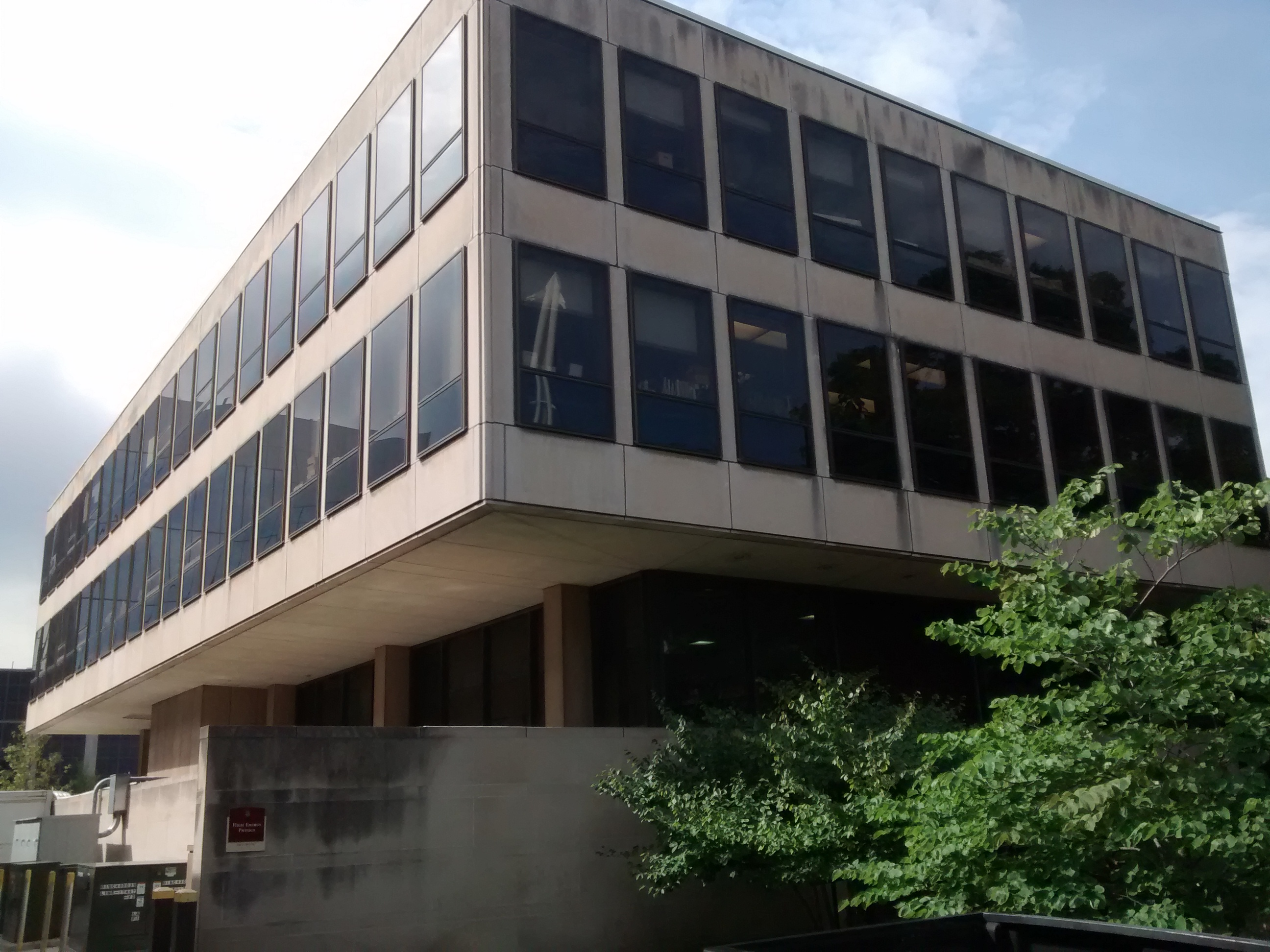

Das Enrico Fermi Institute (EFI) ist ein Institut der University of Chicago. Es wurde 1945 unter dem Namen The Institute for Nuclear Studies gegründet. Der Physiker Samuel Allison wurde 1946 erster Direktor des Instituts, das am 20. November 1955 umbenannt wurde in The Enrico Fermi Institute for Nuclear Studies. Im Januar 1968 bekam es schließlich seinen heutigen Namen. Forschungsschwerpunkte sind folgende Gebiete:
- Experimentelle und theoretische Teilchenphysik und Stringtheorie
- Experimentelle und theoretische Astrophysik und Kosmologie
- Allgemeine Relativitätstheorie
- Elektronenmikroskopie
- Sekundärionen-Massenspektrometrie
- Geochemie, Kosmochemie, und Kernchemie

Bedeutende Forscher am Institut sind oder waren u. a. Herbert L. Anderson, James Cronin, James Hartle, Enrico Fermi, Yōichirō Nambu, Harold C. Urey, Faheem Hussain, Gregor Wentzel.